# Harlem
Harlem este un cartier aflat în borough-ul Manhattan din New York City, care din anii 1920 a fost un important centru rezidențial, cultural și economic al afroamericanilor. Inițial un sat olandez, constituit în 1658, este numit după orașul Haarlem din Țările de Jos. Harlem a fost anexat orașului New York în 1873.
Harlem a fost definit de o serie de cicluri de boom-and-bust, cu schimbări etnice semnificative la fiecare ciclu. Locuitorii negri au început să sosească în număr mare în 1904, în timpul Marii Migrații Afroamericane. În anii 1920 și 1930, cartierul a fost centrul „Renașterii din Harlem” (în engleză Harlem Renaissance), o revărsare de lucrări artistice și profesionale fără precedent în comunitatea americană de culoare. După scăderea numărului locurilor de muncă în timpul Marii Crize și dezindustrializarea New Yorkului după al Doilea Război Mondial, însă, rata criminalității și a sărăciei a crescut semnificativ.
Renașterea New York-ului spre sfârșitul secolului al XX-lea a dus la schimbări și în Harlem. În 1995, în Harlem începuse să se manifeste un fenomen de gentrificare socială și economică. Deși procentul de rezidenți negri a atins apogeul în 1950 și de atunci a scăzut constant, zona rămâne una locuită predominant de negri.